# 五台山镇海寺
五台山镇海寺，为藏传佛教格鲁派寺院，位于山西省忻州市五台山风景名胜区台怀镇南5公里杨柏峪村滩子自然村西南陡峻的石山嘴上，两侧山峰合抱，清水河西侧，海拔1600米。已列为忻州市文物保护单位。

## 历史
镇海寺始建于明代，因寺旁海底泉上建有镇海塔而得名。清代至民国期间，此处为章嘉活佛行署。十五世章嘉活佛若必多吉，住北京嵩祝寺，每逢夏季，来五台山避暑坐静，将镇海寺改为藏传佛教的黄庙，以后各代章嘉活佛，均常住镇海寺。蒙藏教徒也来此瞻仰活佛。

## 建筑
寺院坐西向东，依山势而建，占地1620平方米，寺前坡道崎岖，有幡杆、石狮。有殿堂楼房100间，分为上下两院，上院为十五世、十六世章嘉活佛肉身舍利殿，下院现存山门，钟鼓楼，天王殿、大雄宝殿、观音殿、关公殿、塔院，皆为清代建筑。天王殿供奉弥勒佛，两壁为四大天王。大雄宝殿供三尊坐佛。观音殿又称文殊殿，供奉有五尊菩萨，两侧十八罗汉。寺南侧为永乐院，章嘉活佛的住所。寺后的塔院，有十五世章嘉活佛若必多吉的肉身舍利灵骨塔，建于清乾隆五十一年（1786年），传为金顶玉葬，平台高1.3米，塔高9米多，造型别致，雕刻精美，塔基八角，八面雕佛传故事

## 保护
1988年7月，五台山镇海寺公布为五台县文物保护单位。2022年5月11日，五台山镇海寺公布为第三批忻州市文物保护单位，编号3-48。